# Сахаров, Пётр Дмитриевич
Пётр Дми́триевич Са́харов (25 января 1957, Москва — 13 апреля 2023, Москва) — советский и российский учёный-востоковед, литургист, журналист, христианский публицист, переводчик. Кандидат филологических наук.
Автор ряда научных трудов по мифологии, религии, искусству и литературе Южной Азии, в числе которых монография «Мифологическое повествование в санскритских пуранах». Перевёл на русский язык многие католические богослужебные тексты, включая некоторые литургические песнопения, а также ряд трудов христианских авторов (среди них книги Бернхарда Геринга, Поля Бошана, Ж.-М. Люстиже, Энтони Де Мелло). Участвовал в подготовке изданий на русском языке некоторых документов Учительства Католической Церкви (например, Катехизис Католической Церкви) и богослужебных книг римского обряда. Один из редакторов и авторов Католической энциклопедии.

## Биография
Родился 25 января 1957 года в Москве, сын учёного-биолога Дмитрия Антоновича Сахарова, который также известен как поэт под псевдонимом Дмитрий Сухарев.
Окончил театроведческий факультет ГИТИСа и аспирантуру Института востоковедения АН СССР и защитил диссертацию на соискание учёной степени кандидата филологических наук.
С 1990-х годов занимается преимущественно литургикой, а также христианской публицистикой и просветительской деятельностью. В эти же годы сотрудничал с парижской газетой «Русская мысль».
В 1996—2010 годах — главный редактор католической радиостудии «Дар» на Христианском церковно-общественном канале (радио «София») в Москве. Эксперт Литургической комиссии Конференции католических епископов России. Преподавал литургику в Институте философии, теологии и истории св. Фомы и Свято-Филаретовском православно-христианском институте. Наряду с исследователями Ю.Рубаном,  А.Пентковским и М.Желтовым являлся учеником католического литургиста  М.Арранца. 
Скончался 13 апреля 2023 года. Заупокойная месса по Петру Сахарову состоялась 18 апреля в католическом кафедральном соборе Непорочного Зачатия Девы Марии в Москве. Мессу совершили: глава Архиепархии Божией Матери в Москве архиепископ Павел Пецци и вспомогательный епископ той же церковной области Николай Дубинин в сослужении десяти священников. Прах захоронен на Донском кладбище.

## Основные работы

### Монографии
- Сахаров П. Д. Мифологическое повествование в санскритских пуранах. — М.: Наука. Главная редакция восточной литературы, 1991. — 136 с. — (Исследования по фольклору и мифологии Востока). — ISBN 5-02-017046-1.
- Сахаров П. Д. Пасха Страстей и Воскресения в христианском богослужении Востока и Запада. — М.: Издательство Францисканцев, 2018. — 112 с. — ISBN 978-589208-138-2.